# 渡邊梓
渡邊 梓（1969年2月20日—）是日本的女性演員，出生於静岡縣富士宮市，她於1987年在静岡縣立富士高等學校畢業。現在她是無名塾旗下的女藝人。身高163cm。後來出演日本特攝超級戰隊系列的《魔法戰隊魔法連者》，飾演雪之魔法使（小津深雪）。

## 參與作品

### 電影
- もうひとつの原宿物語
- どら平太（2000年）
- 魔法戰隊魔法連者 THE MOVIE 冥府的新娘（2005年、東映） - 飾演 小津深雪
- 筆子・その愛 -天使のピアノ-（2007年） - 飾演 藤間サト
- 假面騎士×假面騎士 Fourze & OOO MOVIE大戰 MEGA MAX（2011年、東映） - 飾演 キイマ統制官

### 電視劇 (一般)
- 和子的金牌（1989年、NHK） - 主演
- 八丁堀捕物ばなし
- Nurse Station（1991年、TBS）
- 逢いたい時にあなたはいない…（1991年、富士電視台）
- 暴坊將軍IV 第62話「花婿新さん晴れ姿日本一! 」（1992年、朝日電視台） - 飾演 お妙
- 風車の浜吉捕物綴（1992年、富士電視台）
- 子連れ狼
- 幸福の予感（1996年、東海電視台） - 飾演 濱田（栗田）久美子
- いのちの器（1998年、東海電視台） - 飾演 有吉響子
- 貫太ですッ!（2003年、東海電視台）
- はみだし刑事情熱系
- 魔法戰隊魔法連者（2005年、朝日電視台） - 飾演 小津深雪／雪之魔法使
- 水戶黃門
  - 第37部（2007年 TBS・C.A.L.）第1話「将軍御落胤の野望・館林」 - 飾演 槙
  - 第38部（2008年 TBS・C.A.L.）第15話「気弱亭主と気丈女房・飯田」 - 飾演 お朝
- 女刑事みずき(2)～京都洛西署物語～ 第9話ゲスト（2007年、朝日電視台）
- 虹への手紙（2008年 株式會社衛星劇場・制作、Home Drama Channel放映、全10話） - 飾演 森山翔子
- 必殺仕事人2009　第7話ゲスト（2009年2月27日、朝日電視台）
- 臨場　第8話（2009年6月3日、朝日電視台） - 飾演 町井春枝

### 電視劇 (兩小時)
- 火曜サスペンス劇場 名無しの探偵シリーズ8　彼女の人生 - 飾演 桐田幸恵
- 火曜サスペンス劇場 臨床心理士、遺留指紋
- 金曜エンタテイメント いのちの器
- 土曜ワイド劇場 牟田刑事官・事件ファイル25（1998年、朝日電視台） - 飾演 今野静香
- 土曜ワイド劇場 検事・朝日奈耀子5（2006年、朝日電視台） - 飾演 弁護士・木島夏子
- 水曜ミステリー9 父からの手紙（2007年、東京電視台） - 飾演 秋山みどり
- 水曜ミステリー9 旅行作家・茶屋次郎（8） 渡良瀬川殺人事件（2008年、東京電視台）
- 水曜ミステリー9 動物病院 彩子の事件カルテ（2009年2月4日、東京電視台） - 飾演 後藤清美
- 金曜プレステージ 奥様は警視総監4（2009年4月3日、富士電視台）
- 月曜ゴールデン 世直し公務員 ザ・公証人8（2009年6月29日、TBS）

### 其他電視節目
- FNS超テレビの祭典（富士電視台）
- 連想ゲーム（NHK總合）
- これが花の万博だ　見どころ徹底ガイド（NHK總合）
- 町おこし・村おこし
- 快適マイワーク
- やまがた発!!旅の見聞録

### 廣告
- 森永「森永冰條」（1990年）
- 大和銀行（現・Resona控股）
- Menard化粧品

### DVD
- 魔法戰隊魔法連者VS刑事連者（2006年、東映） - 飾演 小津深雪／雪之魔法使

## 外部連結
- （日語） 無名塾・渡辺梓

| 前任： 吉田友一 石野真子 （特搜戰隊刑事連者） | 日本超級戰隊系列白色戰士演員 魔法戰隊魔法連者 2005年2月13日-2006年2月12日 | 繼任： 聰太郎 （獸拳戰隊激氣連者） |